# St. Croix (Schiff, 1919)
HMCS St. Croix (I81) war ein kanadischer Zerstörer der US-amerikanischen Clemson-Klasse. Der Zerstörer kam im Herbst 1940 direkt zur Royal Canadian Navy, als die US Navy im Rahmen des Zerstörer-für-Stützpunkte-Abkommens 50 Zerstörer an das Vereinigte Königreich abgab. Diese Zerstörer wurden trotz ihrer Unterschiede als Town-Klasse bezeichnet. Der 1919 für die United States Navy als USS McCook (DD 252) fertiggestellte Zerstörer ging am 20. September 1943 auf dem Marsch nach Kanada bei der Sicherung des Doppel-Geleitzuges ONS 18 /ON 202 verloren.
Die Fregatte Itchen konnte am folgenden Morgen 81 Schiffbrüchige der St. Croix an Bord nehmen. Den Untergang der Fregatte der River-Klasse am 23. September nach Torpedotreffer von U 666 überlebten nur drei Mann, darunter auch ein Besatzungsmitglied der St. Croix. Der Untergang des Schiffes war der einzige Totalverlust eines Zerstörers dieser Klasse in kanadischen Diensten, wo insgesamt 16 Zerstörer der Town-Klasse eingesetzt wurden.

## Geschichte des Zerstörers
Der im April 1919 in den Vereinigten Staaten fertiggestellte Zerstörer McCook wurde bis zu seinem Untergang im September 1943 von der US Navy und der Royal Canadian Navy eingesetzt.

### Im Dienst der United States Navy

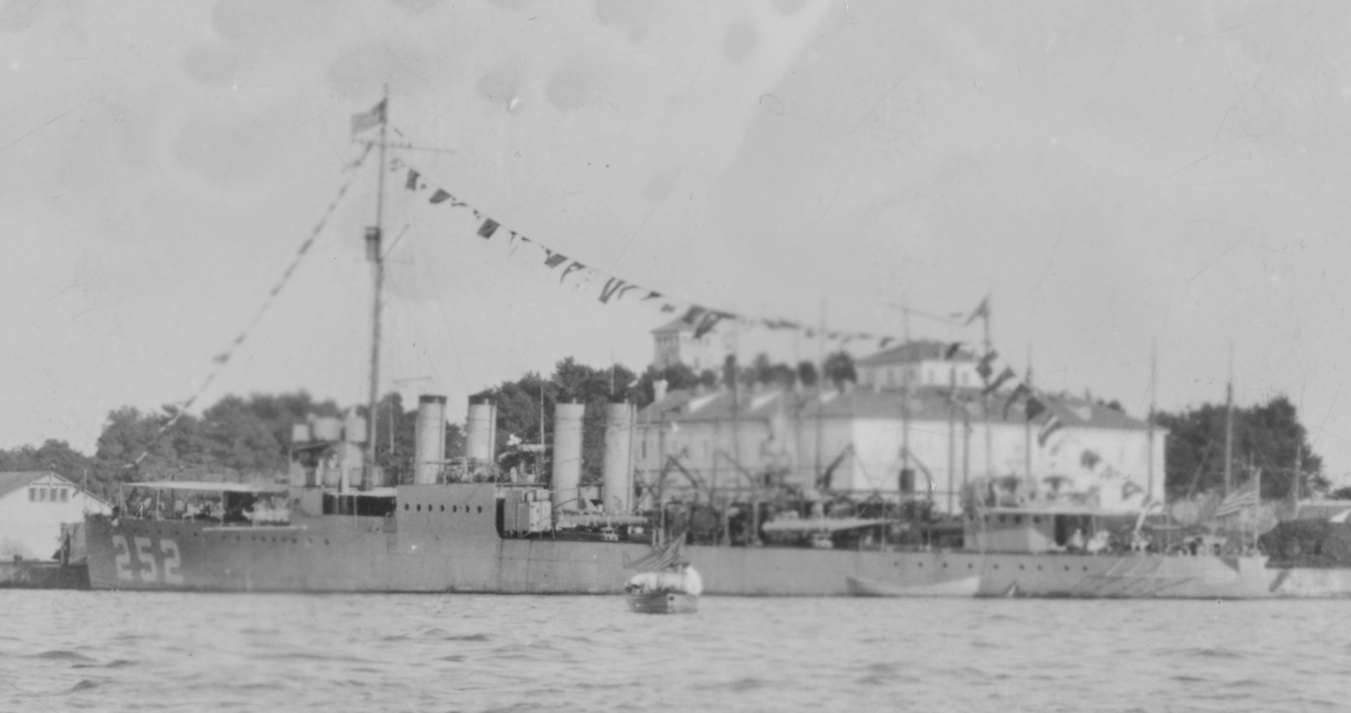
Die McCook in Europa, 1919

Der Zerstörer war das erste Schiff der US Navy, das nach Commander Roderik S. McCook (1839–1886) benannt wurde, der sich im Sezessionskrieg u. a. als Kommandant des Monitors Canonicus ausgezeichnet hatte. Die am 10. September 1918 bei Bethlehem Shipbuilding Corp. in Quincy (Massachusetts) auf Kiel gelegte McCook lief am 31. Januar 1919 vom Stapel. Am 30. April 1920 wurde der Zerstörer dann von der US Navy übernommen und der Atlantikflotte zugeteilt. Schon am 30. Juni 1922 wurde der Zerstörer in Philadelphia wieder außer Dienst gestellt.
Nach 17 Jahren in der „Atlantic Reserve Fleet“ wurde die McCook wegen des Kriegsausbruchs in Europa am 18. Dezember 1939 wieder in Dienst gestellt. Im folgenden Jahr gehörte das Schiff zu den 50 Zerstörern der US Navy, die wegen des „destroyers for bases agreement“ der USA mit Großbritannien an die Royal Navy abgegeben wurden Der Zerstörer traf am 20. September 1940 im Übergabehafen Halifax (Nova Scotia) ein, wo am 24. dann die Außerdienststellung und Übergabe stattfand. Wegen des Mangels an geeigneten Besatzungen in der Royal Navy wurde die McCook direkt an die Royal Canadian Navy übergeben, die den Zerstörer als St. Croix mit der taktischen Kennung I81 in Dienst stellte. Die US Navy erhielt 15. März 1943 eine neue McCook, einen Zerstörer der Gleaves-Klasse.

### Im kanadischen Dienst
Der Anfang Oktober von der kanadischen Marine übernommene Zerstörer verließ Halifax am 30. November 1940, um über St. John’s auf Neufundland nach Großbritannien zu verlegen, wo eine umfassende Umrüstung des Zerstörers auf die Bedingungen der Royal Navy erfolgen sollte. Schon auf der ersten Etappe verlor man den Kontakt zum Zerstörer, der in einen Hurrikan geriet. Der Zerstörer erreichte den Zwischenhafen, bevor eine Suche nach ihm begann, hatte aber schwere Sturmschäden erlitten, so dass vor einer Atlantikquerung Reparaturen in Kanada notwendig wurden. Für diese traf er am 18. Dezember 1940 wieder in Halifax ein. Bis zum März 1941 wurde das Schiff dort einsatzfähig gemacht. Anfangs wurde der Zerstörer nur mit lokalen Aufgaben betraut, bei denen er vor Neufundland auslaufende Konvois die ersten Tage begleitete, so die HX-Geleitzüge HX 129 am 27.–28. Mai 1941, SC 33 1.–3. Juni, HX 133 17.–20. Juni, HX 135 26.–29. Juni und HX 138 11.–15. Juli.
Ab August 1941 erfolgte der Einsatz des Zerstörers zwischen St. John’s und Reykjavík auf Island, zuerst bei SC 41 vom 28. August bis 5. September 1941, dann von Island aus als Verstärkung der Sicherung von SC 42 vom 12.–17. September, als Verstärkung der Sicherung von ON 17 nach Neufundland vom 19.–21. September 1941 und schließlich noch mit ON 19 vom 28. September bis 4. Oktober zurück nach Kanada. Bei diesem Einsatz konnte die St. Croix am 2. Oktober 34 Überlebende des niederländischen Motorfrachters Tuva (4652 BRT, 1935) aufnehmen, der von U 575 versenkt worden war.
Mit SC 50 lief der Zerstörer vom 19.–26. Oktober erneut nach Island und wieder zurück mit ON 32 vom 6.–14. November. An den letzten Einsatz schloss sich eine bis zum April 1942 dauernde, umfassende Überholung der St. Croix in Saint John (New Brunswick) an.
Der Zerstörer kam dann ab Mai 1942 zur „Newfoundland Escort Force“ (bald in „Mid-Ocean Escort Force“ umbenannt) die nach und nach Sicherungsaufgaben bis zu den Häfen Londonderrys übernahm. Den Konvoi SC 84 (46 Schiffe) sicherte der Zerstörer in einer Escort Group vom 17.–21. Mai 1942 bis Island. Es folgte wieder von Neufundland die Sicherung von SC 89 vom 28. Juni bis 10. Juli jetzt bis nach Irland. Der Rückmarsch erfolgte als Sicherung von ON 113 vom 18.–26. Juli. Am 24. Juli 1942 konnte die St. Croix das deutsche U-Boot U 90 versenken, das auf seiner ersten Einsatzfahrt mit der 44-köpfigen Besatzung sank. Das von Kapitänleutnant Hans-Jorgen Öldorp geführte U-Boot vom Typ VII C sank auf 48° 12′ N, 40° 56′ W. Der Zerstörer lief bei seinem Erfolg vor dem Geleitzug ON 113 auf dem Weg von Liverpool nach Kanada. Auch auf einer ähnlichen Position vor dem Konvoi lief das britische Schwesterschiff Burnham der Town-Klasse, während drei kanadische und eine britische Korvette der Flower-Klasse eng am 37 Schiffe umfassenden Konvoi standen, dessen größtes Schiff der norwegische Tanker Thorhild (10.316 BRT, 1935) war. Die elf angreifenden U-Boote der Gruppe „Wolf“ konnten bis zur Ablösung der kanadischen Gruppe noch zwei Schiffe versenken und einen Tanker beschädigen, der erfolgreich eingeschleppt wurde.
Nach der Ablösung der Gruppe am 26. Juli durch die Escort-Gruppe um den Zerstörer Walker verlor der Geleitzug noch einen dritten Frachter.

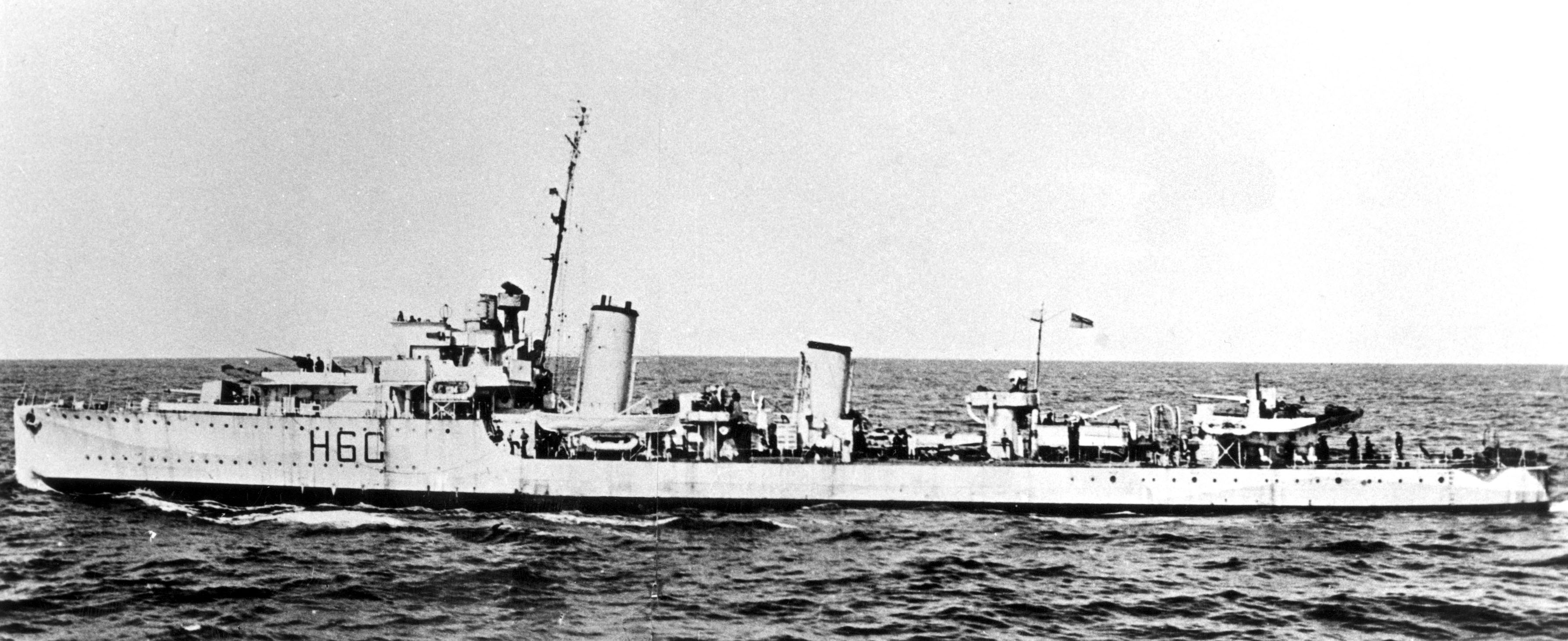
Die Ottawa

Mit SC 96 lief der Zerstörer vom 15.–26. August wieder nach Europa und zurück mit Geleitzug ON 127 vom 5.–14. September. Dessen Sicherung führte der Kommandant der St. Croix; zur Escort Group C 4 gehörten noch der Zerstörer Ottawa und vier Korvetten der Flower-Klasse. Der Konvoi wurde von dreizehn U‑Booten angegriffen und verlor zwischen dem 10. und 14. September sechs Transporter und am 14. auch den Zerstörer Ottawa mit 114 Mann; weitere Transporter wurden beschädigt. Die Angreifer zogen sich vor der kanadischen Küste beim Einsetzen der kanadische Luftsicherung zurück. Mit dem Geleitzug SC 101, der nur einen kleinen Nachzügler verlor, lief die St. Croix nochmals vom 23. September bis 3. Oktober nach Nordirland und dann vom 12.–19. Oktober zurück nach Neufundland in der Escort Group C4, geführt von dem Zerstörer Restigouche mit den kanadischen Korvetten Amherst, Arvida, Orillia und der britischen Celandine als Sicherung von ON 137 von 40 Schiffen. Bei sehr schweren Wetter und trotz des Einsatzes von zwei U-Boot-Gruppen mit insgesamt 21 Booten verlor auch dieser Konvoi nur einen kleinen Tanker von 4142 BRT. Anschließend wurde der Zerstörer im November und Dezember 1942 routinemäßig in Kanada überholt.
1943 sicherte die St. Croix mit den britischen Zerstörern Vansittard und Chesterfield sowie den fünf kanadischen Korvetten Battleford, Chilliwack, Kenogami, Napanee und Shediac den Konvoi HX 222 auf dem Marsch nach Großbritannien. Der 25 Schiffe umfassende Konvoi wurde mit nur einem Verlust über den Atlantik geleitet. Verloren ging durch U 268 das ehemalige Walfangmutterschiff Vestfold (14.547 BRT, Bj. 1931) mit Passagieren, 17.386 ts Öl und den Landungsbooten LCT 2239, LCT 2267 und LCT 2344 als Deckslast an Bord. Die kanadischen Einheiten mussten danach in Tobermory noch ein U-Abwehrtraining absolvieren.
Die St. Croix wurde dann Führungsschiff der „Canadian Escort Group No 1“ (EG C1). Als ersten Auftrag sicherte die Gruppe mit dem britischen Schwesterschiff Burwell der Town-Klasse,
den kanadischen Korvetten Battleford, Kenogami, Napanee und Shediac sowie den britischen Minensuchern Fort York, Qualicum und Wedgeport der Bangor-Klasse den Konvoi KMS 10 von 57 meist kleineren Transportern seit dem 28. Februar von Londonderry Port nach Gibraltar. Am 4. März konnte die St. Croix  zusammen mit der Shediac das U-Boot U 87 etwa 200 Meilen (320 km) vor der spanischen Küste versenken. Das von Kapitänleutnant Joachim Berger befehligte U-Boot vom Type VIIB sank westlich von Porto de Leixões auf der Position 41° 36′ N, 13° 31′ W mit der gesamten Besatzung von 49 Mann. Der Konvoi verlor am 6. März den Frachter Fort Battle River (7133 BRT, Bj. 1942) durch U 410; drei weitere Frachter konnten beschädigt eingeschleppt werden. Sofort nach dem Eintreffen in Gibraltar trat St. Croix mit weitgehend denselben Geleitfahrzeugen als Sicherung des Rückkonvois MKS 9 den Rückmarsch an. Ohne Verluste wurden 59 Schiffe nach Großbritannien zurückgeführt. Am 18. März wieder in Großbritannien folgte ab dem 5.–14. April mit der Sicherung von ONS 2 von Nordirland nach Neufundland der nächste Einsatz. Am späten Abend des 11. April wurde der norwegische Frachter Ingerfire (3835 BRT, Bj. 1905), der etwas den Kontakt zum Konvoi verloren hatte, von U 613 torpediert und sank in sehr kurzer Zeit. Trotz stürmischen Wetters konnten St. Croix und die kanadische Korvette Camrose am Nachmittag des 12. noch 28 Mann des Frachters retten; sechs Norweger und zwei Briten verloren ihr Leben beim Untergang. Schon vom 20. April bis 2. Mai wurde SC 127 von dort nach Nordirland gesichert und dann vom 16. bis 25. Mai ON 184 wieder nach Neufundland begleitet. Die drei Konvois mit 41, 56 und 36 Schiffen hatten auf den Fahrten nur geringe Verluste. Anschließend übte St. Croix mit der „US Support Group 6“, zu der der US-Geleitträger Bogue und Zerstörer gehörten. Der alte Zerstörer wurde dann in Kanada überholt und sollte künftig aus Großbritannien in der Biskaya gegen U-Boote auf dem Weg von oder zu ihren Basen eingesetzt werden (Operationen Musketry und Seaslug). Die Operationen sollten in einer neugebildeten „Canadian Support Group 9“ (C9) durchgeführt werden. Dazu verlegte der Zerstörer mit dem über 70 Schiffe umfassenden Konvoi HX 250 im August als Teil der Geleitgruppe nach Großbritannien.

### Untergang
Durch die Erweiterung der Luftsicherung der britischen Konvois konnten die Verluste 1943 minimiert werden und der Einsatz der U-Boote auf der Atlantikroute wurde im Sommer 1943 von den Deutschen zurückgefahren. Im Herbst 1943 hofften die Deutschen, wieder erfolgreich gegen alliierte Konvois operieren zu können. Dies sollten die verstärkte Fla-Bewaffnung der U-Boote und die Ausrüstung mit speziellen Torpedos gegen Geleitfahrzeuge ermöglichen. Am 16. September 1943 ging die St. Croix mit der neu gebildeten kanadischen Escort Group 9 in See, um in der Biskaya vor den deutschen Stützpunkten an der französischen Atlantikküste ein- oder auslaufende U-Boote abzufangen. Die Erkenntnisse über sich sammelnde U-Boote auf dem Marschweg britischer Konvois nach Kanada führte zur Vereinigung der beiden Konvois ONS 18 und dem folgenden ON 202, die Mitte September 1943 auf dem Weg nach Kanada waren. ONS 18 bestand aus 27 Schiffen, die von der „Escort Group B-3“ mit zwei Zerstören (Escapade und Keppel), der Fregatte Towy als Führungsboot und den fünf Korvetten Narcissus, Orchis sowie Roselys, Lobelia und Renoncule mit französischen Besatzungen gesicherte wurden. Der folgende Geleitzug ON 202 bestand aus 38 Transportern und wurde von der kanadischen „Escort Group C-2“ mit dem kanadischen Zerstörer Gatineau sowie der britischen Icarus, der Fregatte Lagan sowie den drei Korvetten Polyanthus sowie den kanadischen Drumheller und Kamloops gesichert. Die zur Verstärkung am 19. eintreffende „Support Group 9“ bestand aus der St. Croix, der Fregatte Itchen und den drei kanadischen Korvetten Chambly, Morden und Sackville.
Am 19. September sichtete U 270 den Geleitzug ONS 18 und griff nach Meldung des Konvois an. Zuerst feuerte U 270 einen Zaunkönig-Torpedo auf die Lagan. Der erste Treffer der neuen Waffe zerstörte das Heck der Fregatte. Die anderen Sicherungsschiffe des Konvois versuchten vergeblich das fliehende Boot zu stellen. Dabei wurde die Escapade durch Fehlzündungen ihres Hedgehog-Werfers erheblich beschädigt. Lagan und Escapade mussten entlassen werden und nach Großbritannien zurückkehren.
Am 19. schlossen die U-Boote der „Leuthen-Gruppe“ zum erkannten Konvoi auf, deren Anmarsch durch Angriffe 4-motoriger Langstrecken-Liberator-Bomber behindert wurde. U 341 wurde durch eine Liberator der „10 Squadron RCAF“ versenkt; U 338 wurde von einer Liberator der „120 Sqdn RAF“ angegriffen. In der Nacht zum 20. konnte U 238 den Frachter Theodore Dwight Weld (7176 BRT, 1943, 33 Tote/ 37 Mann gerettet) versenken und die Frederick Douglass (7176 BRT, 1943, alle 71 Personen an Bord hatte das Rettungsschiff Rathlin schon vor dem Angriff U 645s abgeborgen) beschädigen, die am Tag von U 645 versenkt wurde.
Am 21. hatten insgesamt zwölf U-Boote zu den britischen Konvois aufgeschlossen, von denen acht Boote tatsächlich angriffen. U 305 traf die St. Croix mit einem Zaunkönig-Torpedo, der bewegungsunfähige Zerstörer sank nach einem zweiten Treffer mit 66 Mann auf 57° 30′ N, 31° 10′ W. Die Korvette Polyanthus, die Rettungsmaßnahmen sichern sollte, wurde von U 952 getroffen und sank schnell. Die Fregatte Itchen, die die Besatzung der St. Croix retten wollte, jagte erfolglos die Angreifer und konnte am nächsten Morgen noch 81 Mann der St.Croix, aber nur einen Überlebenden der Polyanthus bergen, auf der 85 Mann ihr Leben verloren.
Am 22. setzten die jetzt zusammengefassten Konvois ihre Fahrt fort, ohne ein weiteres Schiff zu verlieren. Die Keppel konnte das angreifende U 229 versenken; U 230 wurde zum Abdrehen gezwungen, U 422 wurde durch einen Luftangriff beschädigt. Am 23. September erreichte der zusammengefasste Konvoi das Gebiet der Neufundlandbank, wo starker Nebel die angreifenden U-Boote und die alliierte Luftsicherung stark behinderten. U 238 gelang es erneut zu den Handelsschiffen vorzudringen, und das Boot versenkte die norwegischen Frachtschiffe Skjelbred (5096 BRT, Bj. 1937 DK) und Oregon Express (3642 BRT, Bj. 1933 DK) sowie die britische Fort Jemseg (7134 BRT, Bj. 1942). U 666 torpedierte die Fregatte Itchen mit den Überlebenden von Polyanthus and St Croix an Bord. Diesmal überlebten nur drei Mann; neben zwei Seeleuten der Fregatte auch ein Heizer der St. Croix.
U 952 versenkte die amerikanische Steel Voyager (6198 BRT, Bj. 1920) und beschädigte die James Gordon Bennett (7176 BRT, Bj. 1942). Ein Angriff von U 758 blieb erfolglos; das U-Boot erlitt aber Schäden durch Wasserbomben. Die schlechte Sicht, Treibstoffmangel und die Erschöpfung der Mannschaften veranlassten den Befehlshaber der U-Boote zum Abbruch der Operation im Glauben zwölf Geleitfahrzeuge und neun Frachter versenkt und zwei weitere Frachter beschädigt zu haben. Tatsächlich hatte der Doppelkonvoi drei Geleitschiffe und sechs Frachter verloren. Weitere Geleitschiffe und Transporter waren beschädigt, aber die Alliierten hatten auch drei U-Boote versenkt und den Abbruch des deutschen Einsatzes erzwungen. ONS 18 erreichte Halifax am 29. September, ON 202 New York am 1. Oktober 1943.

## Die Town-Zerstörer der Royal Canadian Navy
| Einsatz                              | Name                   | Typ     | früherer Name | fertig             | Endschicksal                                                                                     |
| ------------------------------------ | ---------------------- | ------- | ------------- | ------------------ | ------------------------------------------------------------------------------------------------ |
| September 1940 bis Juni 1945         | Annapolis (I04)        | Wickes  | Mackenzie     | Juli 1919          | Juni 1945 Abbruch                                                                                |
| September 1940 bis Februar 1944      | Columbia (I49)         | Wickes  | Haraden       | Juni 1919          | 25. Februar 1944 Minentreffer, nicht repariert                                                   |
| September 1940 bis Oktober 1946      | St. Clair (I65)        | Wickes  | Williams      | März 1919          | Oktober 1946 Abbruch                                                                             |
| September 1940 bis 20. Juni 1943     | St. Croix (I81)        | Clemson | McCook        | 30. April 1919     | 20. September 1943 durch U 305 versenkt                                                          |
| September 1940 bis 14. Juli 1945     | St. Francis (I93)      | Clemson | Bancroft      | Juni 1919          | 14. Juli 1945 nach Kollision bei Überführung gesunken                                            |
| November 1940 bis Juni 1945          | Niagara (I57)          | Wickes  | Thatcher      | Januar 1919        | September 1945 Abbruch                                                                           |
| Juni 1941 bis Juni 1945              | Hamilton (I24)         | Wickes  | Kalk, Rodgers | 29. März 1919      | 1945 auf dem Weg zum Abbruch nach Boston im Schlepp gesunken                                     |
| Februar 1942 bis Dezember 1943       | Montgomery (G95)       | Wickes  | Wickes        | 31. Juli 1918      | Februar 1944 Reserve Royal Navy, Frühjahr 1945 Abbruch                                           |
| Juli 1942 bis 1. Dezember 1943       | Caldwell (I20)         | Wickes  | Hale          | 26. Juni 1919      | Dezember 1944 zum Abbruch verkauft                                                               |
| Juli 1942 bis Dezember 1943          | Norwegen Lincoln (G42) | Wickes  | Yarnall       | November 1918      | 26. August 1944 Sowjetunion Druzhny, September 1952 in Großbritannien abgebrochen                |
| August 1942 bis August 1943          | Buxton (H96)           | Clemson | Edwards       | 24. April 1919     | Januar 1945 a. D.; März 1946 zum Abbruch verkauft                                                |
| September 1942 bis November 1943     | Mansfield (I20)        | Wickes  | Evans         | 11. November 1918  | November 1943 a. D., 21. Oktober 1944 zum Abbruch verkauft                                       |
| September 1942 bis 10. Dezember 1943 | Salisbury (I52)        | Wickes  | Claxton       | 13. September 1919 | 10. Dezember 1943 a. D., 26. Juni 1944 zum Abbruch verkauft                                      |
| September 1942 bis September 1943    | Georgetown (I40)       | Wickes  | Maddox        | 10. März 1919      | Juli 1944 Sowjetunion Zhostki, 1952 Abbruch                                                      |
| November 1942 bis Dezember 1943      | Chelsea (I35)          | Wickes  | Crowninshield | 6. August 1919     | Juli 1944 Sowjetunion Derzkiy, Juni 1949 Abbruch                                                 |
| Dezember 1942 bis Dezember 1943      | Leamington (G19)       | Wickes  | Twiggs        | 28. Juli 1919      | Juli 1944 Sowjetunion Zhguchiy, 1950 an Großbritannien zurück, im Film The Gift Horse eingesetzt |
| Juni bis Dezember 1943               | Richmond (G88)         | Wickes  | Fairfax       | 6. April 1918      | Juli 44 Sowjetunion Zhivuchiy, Juni 1949 an Großbritannien zurück, Abbruch                       |

Lincoln war unter norwegischer Besatzung und Flagge bei der RCN im Einsatz.